# Коџи Мијата
Коџи Мијата (јап. 宮田 孝治; 15. јануар 1923) бивши је јапански фудбалер.

## Каријера
Током каријере је играо за Tanabe Pharmaceutical.

## Репрезентација
За репрезентацију Јапана дебитовао је 1951. године. За тај тим је одиграо 6 утакмица.

## Статистика
| Јапан  | Јапан   | Јапан  |
| Година | Наступи | Голови |
| ------ | ------- | ------ |
| 1951.  | 3       | 0      |
| 1952.  | 0       | 0      |
| 1953.  | 0       | 0      |
| 1954.  | 3       | 0      |
| Укупно | 6       | 0      |